# Kapelusz polowy

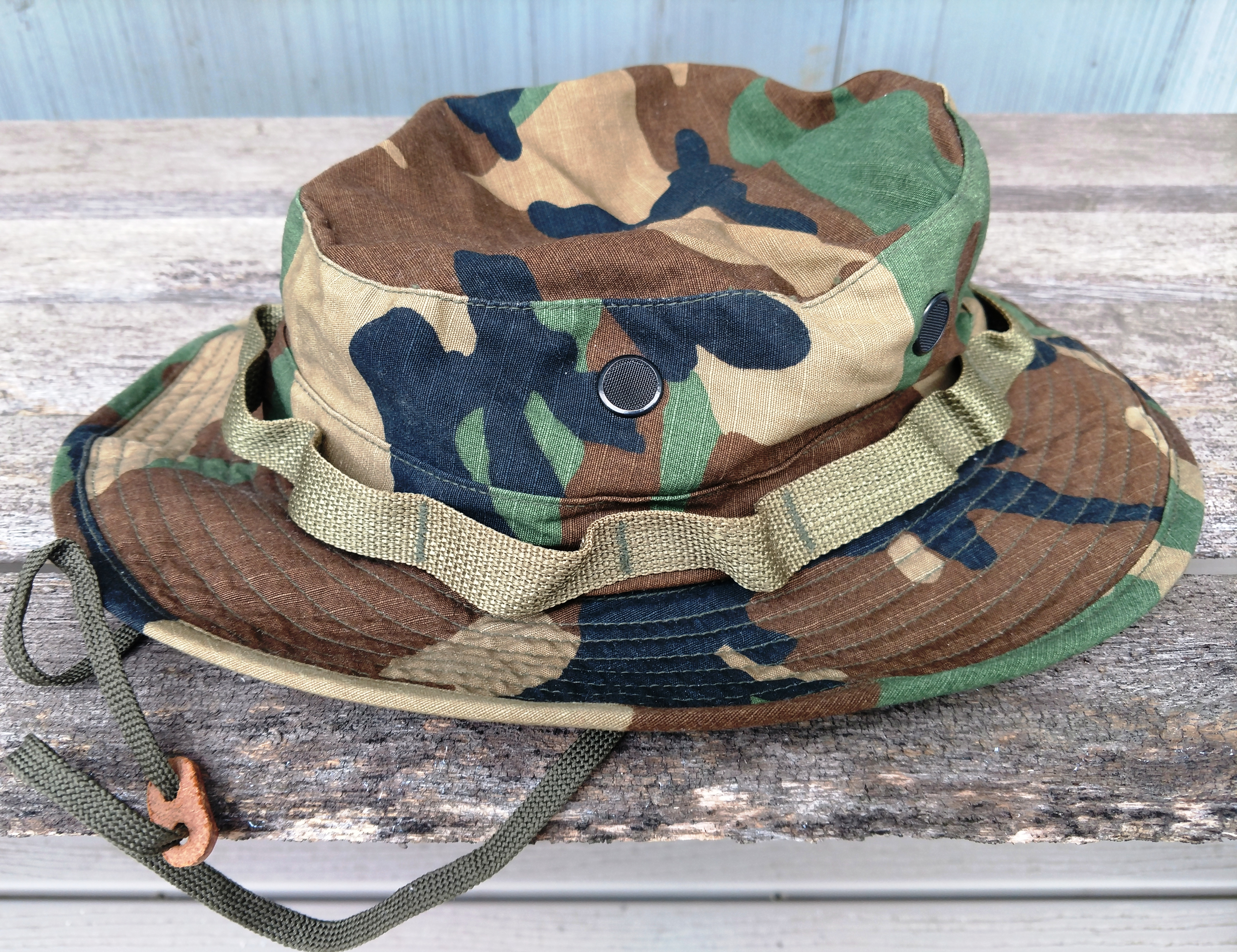
Amerykański kapelusz polowy z lat 90.

Kapelusz polowy (ang. bush hat, boonie hat) – część umundurowania polowego. Kapelusz najczęściej używany jest w czasie operacji na terenach pustynnych lub silnie zalesionych.
Kapelusz posiada duże rondo, które chroni przed słońcem. Często dla lepszej wentylacji stosowane są wywietrzniki. Zazwyczaj wykonywany jest z tkaniny przewiewnej, barwionej na kolory ochronne.

## Kapelusz polowy w Siłach Zbrojnych USA
Wykonywane z tkanin mundurowych kapelusze rozpowszechniły się w wojsku amerykańskim wraz z wojną w Wietnamie. Pierwsze z nich były wykonane w kamuflażu Tigerstripe, ERDL lub w kolorze oliwkowym. Kapelusze stanowiły uzupełnienie dla patrolówek, spisywały się od nich dużo lepiej w gorące dni i w gęsto zalesionym terenie. Kapelusze pojawiły się ponownie podczas I i II wojny w Zatoce i w niemal niezmienionej formie użytkowane są do dziś..

## Kapelusz polowy w Wojsku Polskim
Kapelusz polowy w Wojsku Polskim pojawił się wraz z zaangażowaniem się Polski w Iraku. Obecnie obowiązują dwa wzory: wz. 402/MON i wz. 402P/MON. Oba kapelusze mają taki sam krój z tkaninową osłoną chroniącą kark przed promieniami słonecznymi i są wykonane z tego samego materiału (tkanina US-21: 83% bawełna i 17% poliester). Różnią się kamuflażem, wz. 402/MON – „Pantera”, wz. 402P/MON – tzw. „Pantera Pustynna”.